# Tomáš Máder
Tomáš Máder (Praga, 18 aprile 1974) è un ex canoista ceco.

## Palmarès

### Olimpiadi
- 1 medaglia:
  - 1 bronzo (Sydney 2000 nel C2)

### Mondiali
- 8 medaglie:
  - 6 ori (Mezzana 1993 nel C2 a squadre; La Seu d'Urgell 1999 nel C2; La Seu d'Urgell 1999 nel C2 a squadre; Augusta 2003 nel C2 a squadre; Praga 2006 nel C2 a squadre; Foz do Iguaçu 2007 nel C2 a squadre)
  - 1 argento (Três Coroas 1997 nel C2 a squadre)
  - 1 bronzo (Bourg St.-Maurice 2002 nel C2)

### Europei
- 5 medaglie:
  - 1 oro (Nottingham 2009 nel C2 a squadre)
  - 3 argenti (Bratislava 2002 nel C2; Tacen 2005 nel C2; Liptovský Mikuláš 2007 nel C2 a squadre)
  - 1 bronzo (L'Argentière-la-Bessée 2006 nel C2 a squadre)